# خسوس پوئنته
خسوس پوئنته (اسپانیایی: Jesús Puente‎؛ ۱۸ دسامبر ۱۹۳۰ – ۲۶ اکتبر ۲۰۰۰) بازیگر اهل اسپانیا بود.
از فیلم‌ها یا برنامه‌های تلویزیونی که وی در آن نقش داشته‌است می‌توان به رتلر کید، سه عضو صلیب سرخ، تیشه‌ای برای ماه عسل، گروگان‌هایی در باریو، در پس نقاب زورو، خشم آپاچی، کنت دراکولا و کبرا اشاره کرد.